# Maskengrasmücke

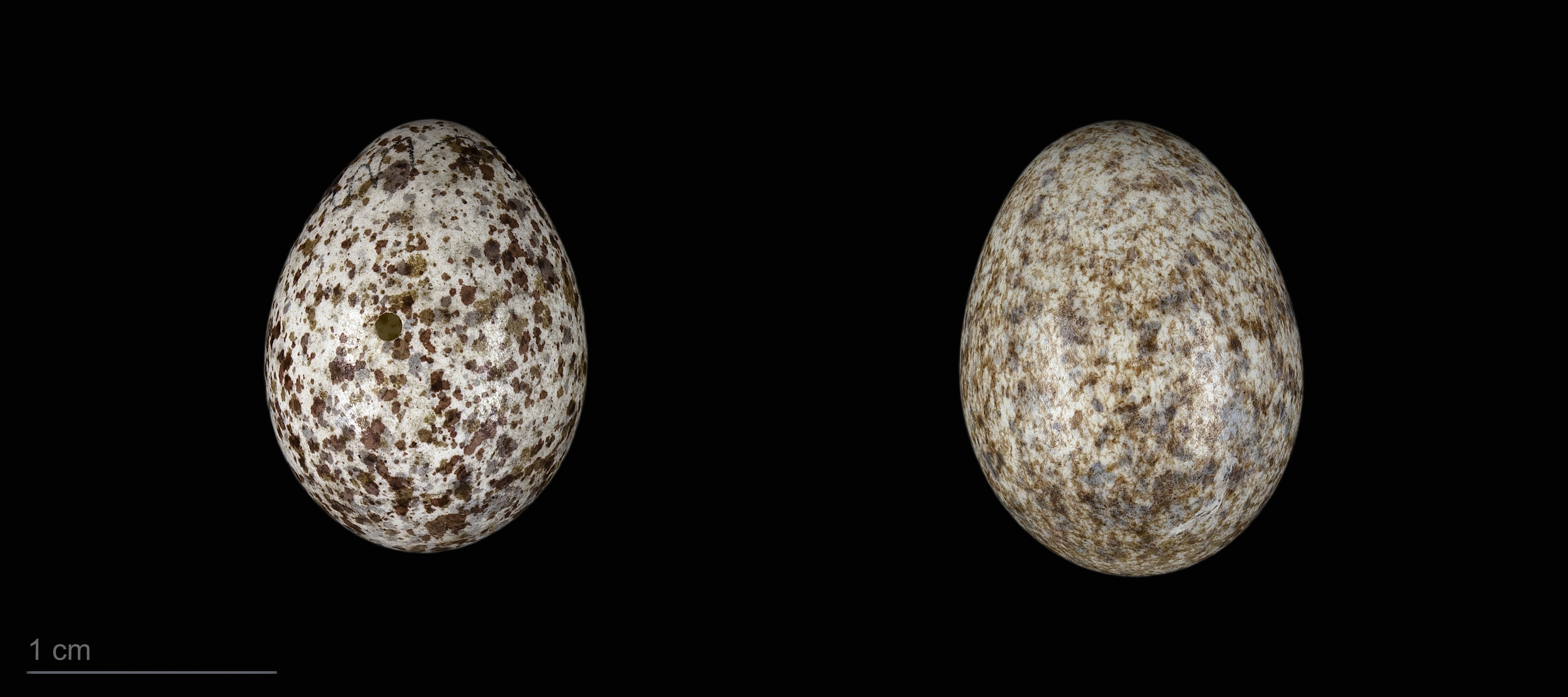
Curruca ruppeli, Sammlung Museum von Toulouse

Die Maskengrasmücke (Curruca ruppeli; Syn: Sylvia rueppelli) ist eine Vogelart  aus der Gattung der Grasmücken (Curruca).

## Beschreibung
Die Maskengrasmücke ist mit 12,5 bis 13,5 Zentimetern Körperlänge ähnlich lang wie die Samtkopf-Grasmücke, jedoch etwas schlanker. Der Rücken ist grau, die Federn der Flügel sind schwarz mit Ausnahme der kleinen Decken und haben breite helle Säume. Die Alula haben nur sehr schmale helle Säume, wodurch sich ihre intensiv schwarze Färbung deutlich aus der sonstigen Färbung des Flügels abhebt. Der Rumpf ist heller grau, der Schwanz schwarz mit weißen Außenkanten auf den äußersten Schwanzfedern. Die Beine sind dunkel ockerfarben, der Schnabelfirst ist schwach nach unten gebogen, der Unterschnabel ist blass beige.
Bei Männchen im Prachtkleid sind die Stirn und die Kehle schwarz und werden von einem weißen Backenstreifen getrennt. Die Unterseite ist hellgrau, in der Mitte mit einem helleren, verwaschenen Längsstreifen. Der breite, leuchtend rote Augenring ist sehr auffällig, die Iris ist rötlich-braun.
Bei Weibchen im Prachtkleid ist der Kopf bleigrau mit schwarzer Sprenkelung auf der Stirn. Die helle Kehle ist dunkel gefleckt. Bei einer Variation des Gefieders fehlt die schwarze Sprenkelung und Fleckung. Der Augenring ist schmal, dunkelrot und von einem dünnen, weißen Orbitalring umgeben. Brust und Bauch sind schmutzig-weiß, die Flanken hellgrau.

## Stimme
Der Ruf ist ein schnalzendes „zack“, das besonders an die Mönchsgrasmücke erinnert. Weiterhin kommen auch ein trocken ratterndes „zrrr“ und Zwischenformen vor. Der Warnruf klingt sperlingsartig ratternd, ist oft lang anhaltend und schnell. Mitunter ist auch ein sprudelndes, nasal und scheltend klingendes „zett-ett-ett“ zu hören.
Der Gesang ist dem der Samtkopfgrasmücke ähnlich, jedoch gemächlicher, wohlklingender und in niedrigerer Tonhöhe.

## Lebensraum und Verbreitung
Die Maskengrasmücke lebt auf felsigen Berghängen mit spärlichem, niedrigem Baumbestand und teilweise in offenem Eichenwald mit Unterholz, wie z. B. hoher Macchia. Das Nest wird meistens in dornigen Büschen angelegt. An diesem verhält sie sich verhältnismäßig scheu, das Männchen zeigt sich jedoch bei Singflügen.
Das Verbreitungsgebiet in Europa beschränkt sich auf den Süden Griechenlands, und den Westen und Südwesten, sowie einzelnen Populationen im Nordwesten der Türkei. Die Maskengrasmücke ist ein Sommervogel und überwintert in Afrika südlich der Sahara.

### Einzelbelege
1. ↑  Lars Svensson (Text, Karten), Killian Mullarney, Dan Zetterström (Illustrationen und Bildlegenden): Der Kosmos Vogelführer: alle Arten Europas, Nordafrikas und Vorderasiens. 2. Auflage. Kosmos, Stuttgart 2011, ISBN 978-3-440-12384-3, S. 306 f. (schwedisch: Fågelguiden. Übersetzt von Peter H. Barthel).